# Ashford (Engeland)
Ashford is een plaats met town-status in het bestuurlijke gebied Ashford, in het Engelse graafschap Kent. De plaats telt 74.204 inwoners (2011).

## Geboren
- Frederick Forsyth (1938-2025), schrijver en journalist
- Roger Dean (1944), tekenaar, architect, ontwerper en uitgever, bekend voor zijn posters en hoezen van muziekalbums
- Anthony Doyle (1958-2023), baanwielrenner
- Mark Rylance (1960), acteur
- Jamie Staff (1973), baanwielrenner en BMX-er
- Oliver Sykes (1986), zanger
- Lisa Dobriskey (1983), atlete
- Phil Younghusband (1987), voetballer

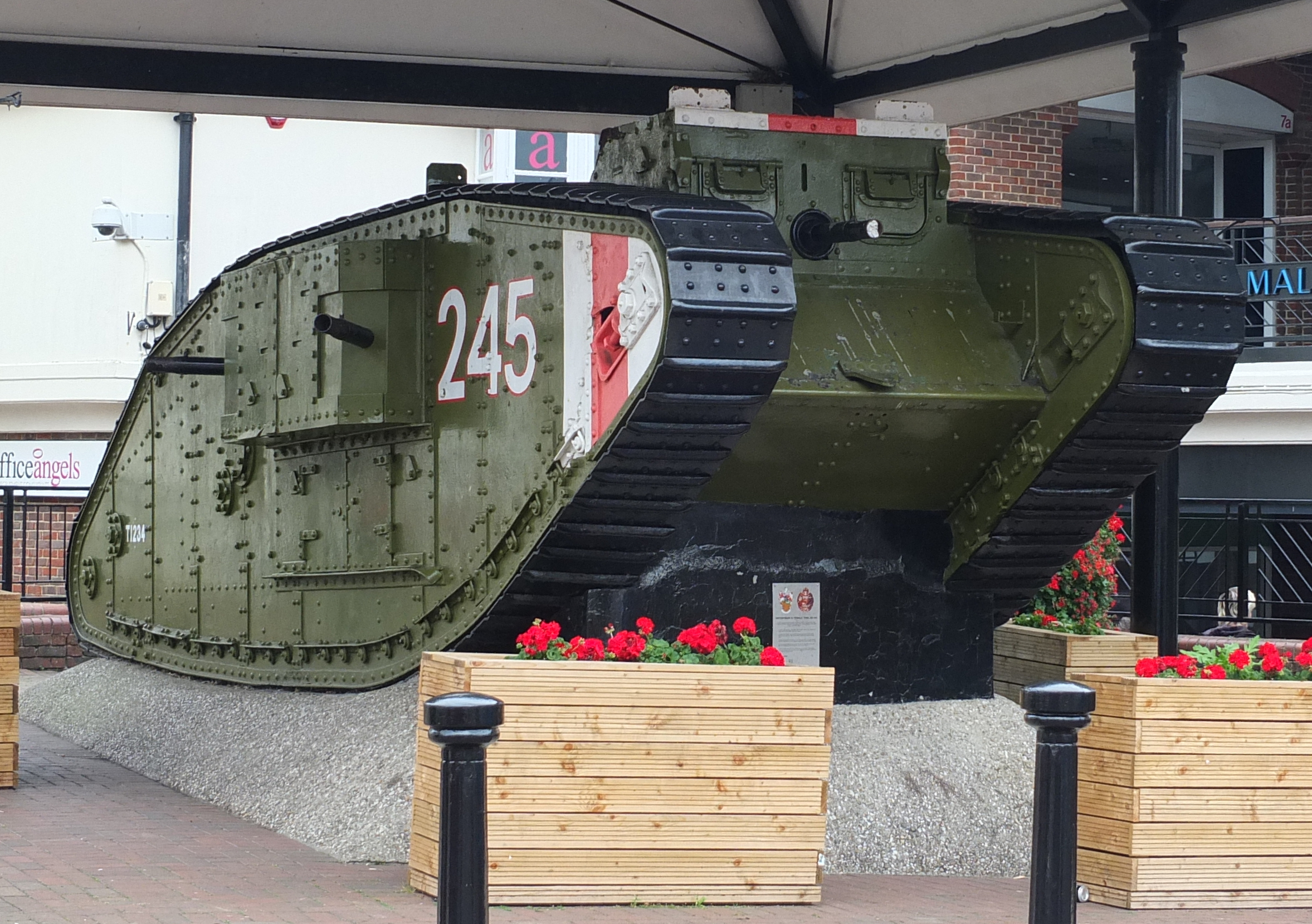
Mark IV tank tentoongesteld in het centrum van Ashford